# スマホの学校

スマホの学校は2011年12月から開講している、主にスマートフォンの講座事業である。2011年の東日本大震災で、電話回線が使えなくなったのをきっかけに、「スマートフォンの使い方を皆がわかれば、万が一の天災の時にライフラインとして活用できるのでは」との理由で、2011年当初は合資会社ブレインファームのプロボノとしてスタートしたが、2013年4月に、特定非営利活動法人ブレインファームを立ち上げ現在に至っている。主な活動のスマホ講座は、65歳以上は基本無料で地域の公民館・コミュニティセンターでシニアを中心にスマホの使い方をレクチャーしている。

## 運営団体
特定非営利活動法人ブレインファーム
群馬県前橋市三河町1-1-1-103 ツムグ前橋内

## 事業分野
- 社会教育の推進を図る活動
- 情報化社会の発展を図る活動
- 経済活動の活性化を図る活動
- 前各号に掲げる活動を行う団体の運営又は活動に関する連絡助言又は援助の活動

## 2019年9月現在の会場・支部
- 前橋校（事務局）群馬県前橋市三河町一丁目1番1-103 ツムグ前橋 特定非営利活動法人ブレインファーム内
- 東京銀座校　東京都港区新橋2－20－15新橋駅前ビル１号館4階オフィスユニオン汐留内
- 山梨校　山梨県中巨摩郡昭和町清水新居1573　ウイングビル203